# Iain Brambell
Iain Brambell (ur. 10 października 1973 w Victoria) – kanadyjski wioślarz, brązowy medalista w wioślarskiej czwórce bez sternika wagi lekkiej podczas Letnich Igrzysk Olimpijskich w Pekinie.

## Osiągnięcia
- Mistrzostwa Świata – Sewilla 2002 – czwórka bez sternika wagi lekkiej – 3. miejsce[1].
- Igrzyska Olimpijskie – Ateny 2004 – czwórka bez sternika wagi lekkiej – 5. miejsce[1].
- Mistrzostwa Świata – Eton 2006 – czwórka bez sternika wagi lekkiej – 4. miejsce[1].
- Mistrzostwa Świata – Monachium 2007 – czwórka bez sternika wagi lekkiej – 4. miejsce[1].
- Igrzyska Olimpijskie – Pekin 2008 – czwórka bez sternika wagi lekkiej – 3. miejsce[1].